# 加里·加德纳
加里·加德纳（英語：Gary Gardner，1992年6月29日—）出生於西米德蘭茲郡索利哈爾，是一名英格蘭職業足球員，司職正中場，現效力英甲球會剑桥联。加利·加特拿出身阿士東維拉青訓系統，曾於2011年短暫借用到考文垂，並曾代表多個年齡級別的英格蘭青年隊上陣。

## 生平

### 球會
早年
加利·加特拿與哥哥克雷格·加德纳一同在阿士東維拉展開足球事業，因於2009年12月他因前十字韌帶受傷而失去為U18青年隊上陣的機會，其後傷愈復出並成為維拉青年隊的主力成員。他於2011年夏季在香港舉行的巴克萊亞洲錦標賽決賽對車路士首次非正式為一隊上陣，以後補身份代替隊長柏度夫登場。
外借高雲地利
2011年11月24日加特拿獲外借到英冠球隊高雲地利，初步為期1個月，兩天後，他於處子上陣作客對白禮頓僅9分鐘即取得首個入球，但仍以1-2敗陣而回。在高雲地利僅上陣4場後，於12月21日被母會維拉提前召回。
晉身維拉一隊
2011年12月31日加特拿首次為維拉一隊在英超上陣，於作客3-1擊敗車路士在73分鐘替補艾拜頓登場；2012年1月7日於英格蘭足總盃第三圈作客3-1淘汰布里斯托流浪，加特拿再獲機會後補上陣；1月21日他於作客3-2擊敗狼隊首次正選為維拉上陣。
外借錫周三及白禮頓
因膝傷於動手術後缺席整個球季後，加特拿在2014年2月12日被借用到英冠球會錫周三一個月爭取恢復狀態，其後獲續借一個月，期間上陣3場聯賽及一場足總盃賽事。
2014年8月26日，加特拿獲外借到另一支英冠球隊白禮頓直至翌年1月1日。

### 國家隊
加利·加特拿曾為英格蘭在不同年齡級別參加國際賽，包括U17、U18、U20和U21等。
2011年11月10日在對冰島U21的賽事，加特拿於62分鐘後補上陣，射入個人代表英格蘭U21的首兩個國際賽入球。

## 私人生活
加里·加德纳是另一名維拉產品，現時效力新特蘭的克雷格·加德纳的弟弟。兩兄弟為家鄉伯明翰一所拳擊健身房提供資金，曾於2011年「足球AM」（Soccer AM）其中一集上鏡。

## 外部連結
- Gary Gardner profile at the Aston Villa website
- 足球数据库：Gary Gardner的球员统计数据